# 北京柏悦酒店

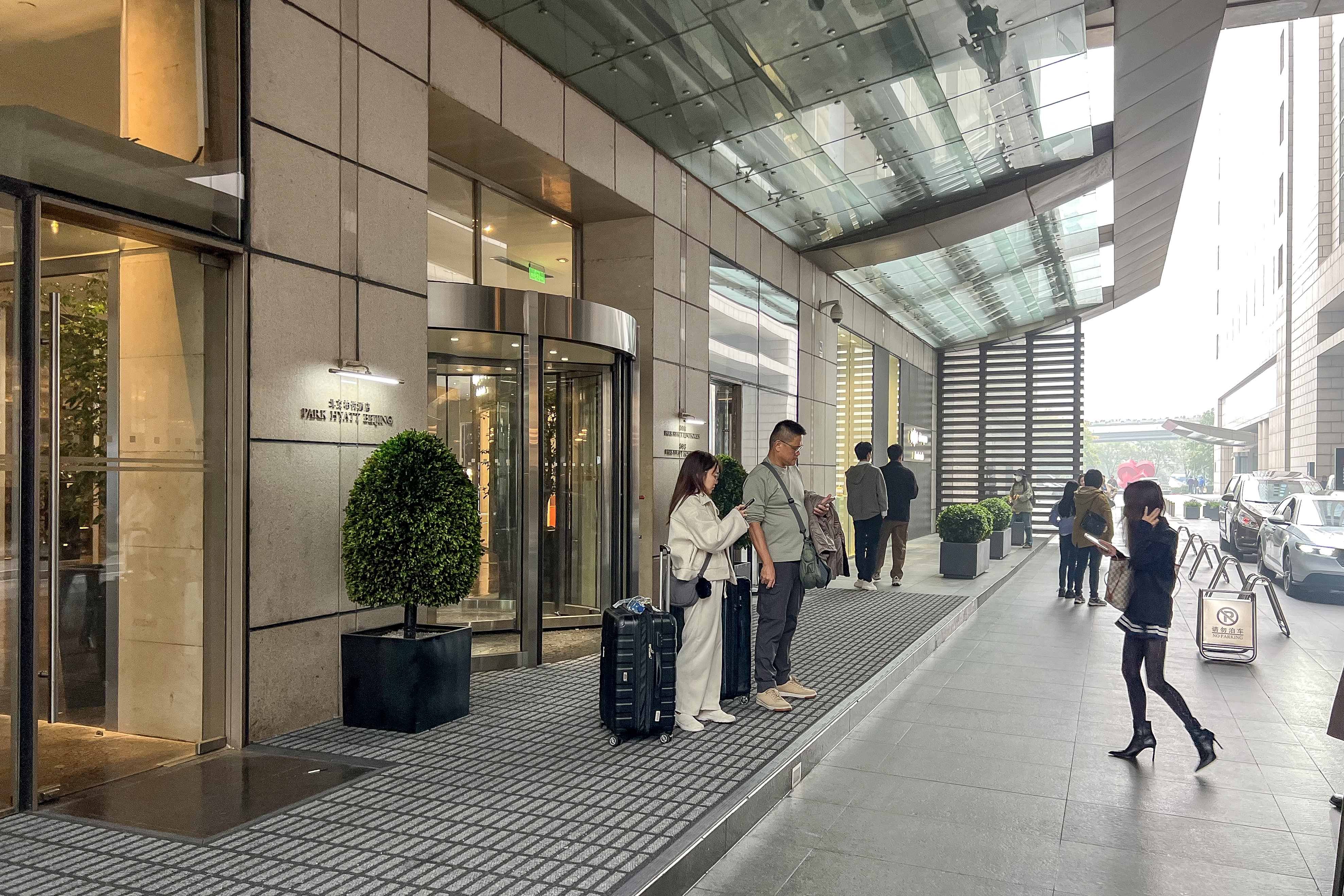
酒店南门

北京柏悦酒店（英語：Park Hyatt Beijing），位于北京市朝阳区建国门外大街2号北京银泰中心A座。

## 简介
北京柏悦酒店于2008年7月20日开业。“柏悦”为凱悅酒店集團旗下的精品型酒店品牌。北京柏悦酒店由美国Remedios Siembieda Inc公司设计。北京柏悦酒店顶层66楼设有餐厅，6楼设有悦·健身中心（Park Life Fitness），37楼至49楼设有客房，59楼及60楼设有水疗中心天池。2011年起，该酒店每年支持中华捐书会的爱心捐书活动。

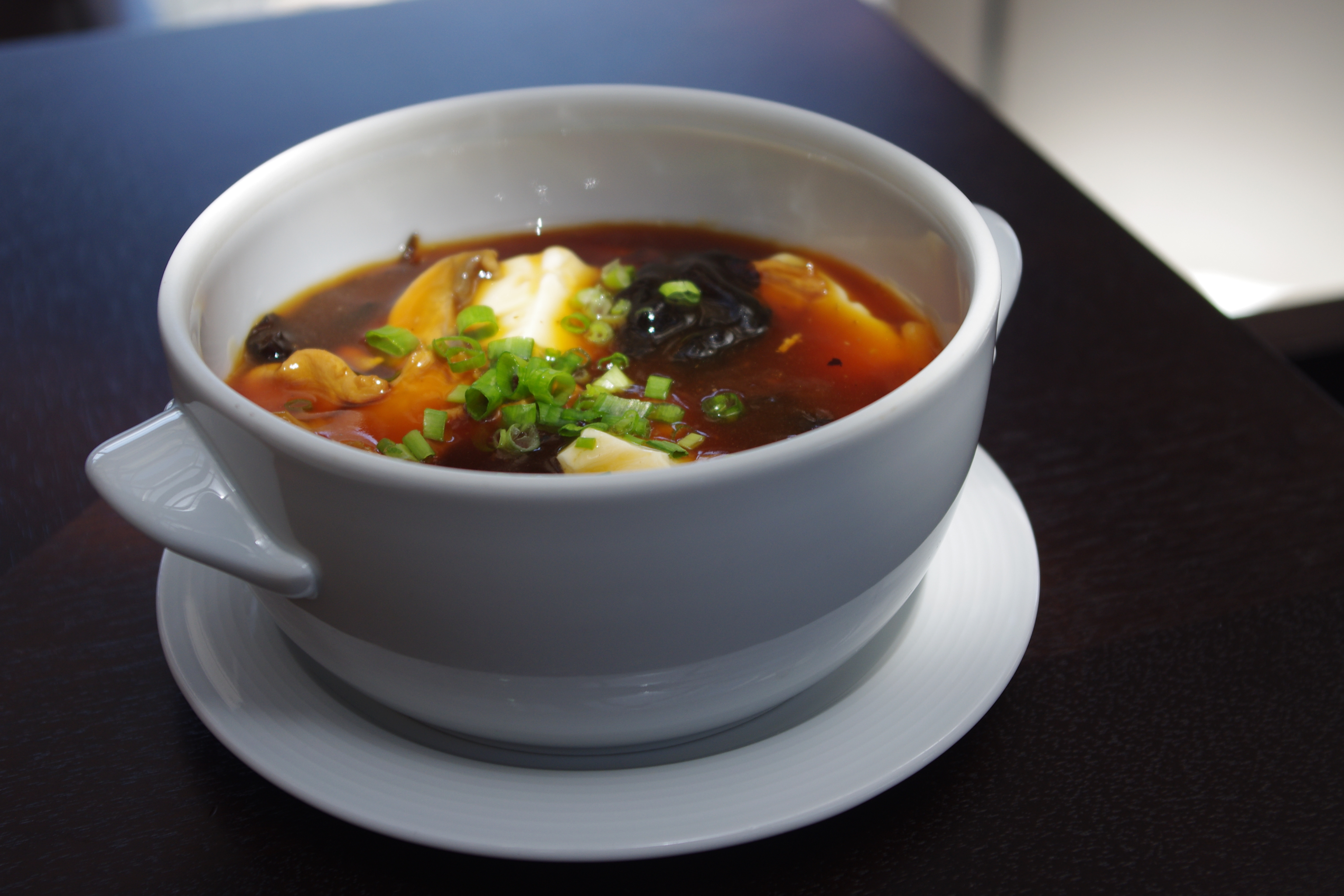
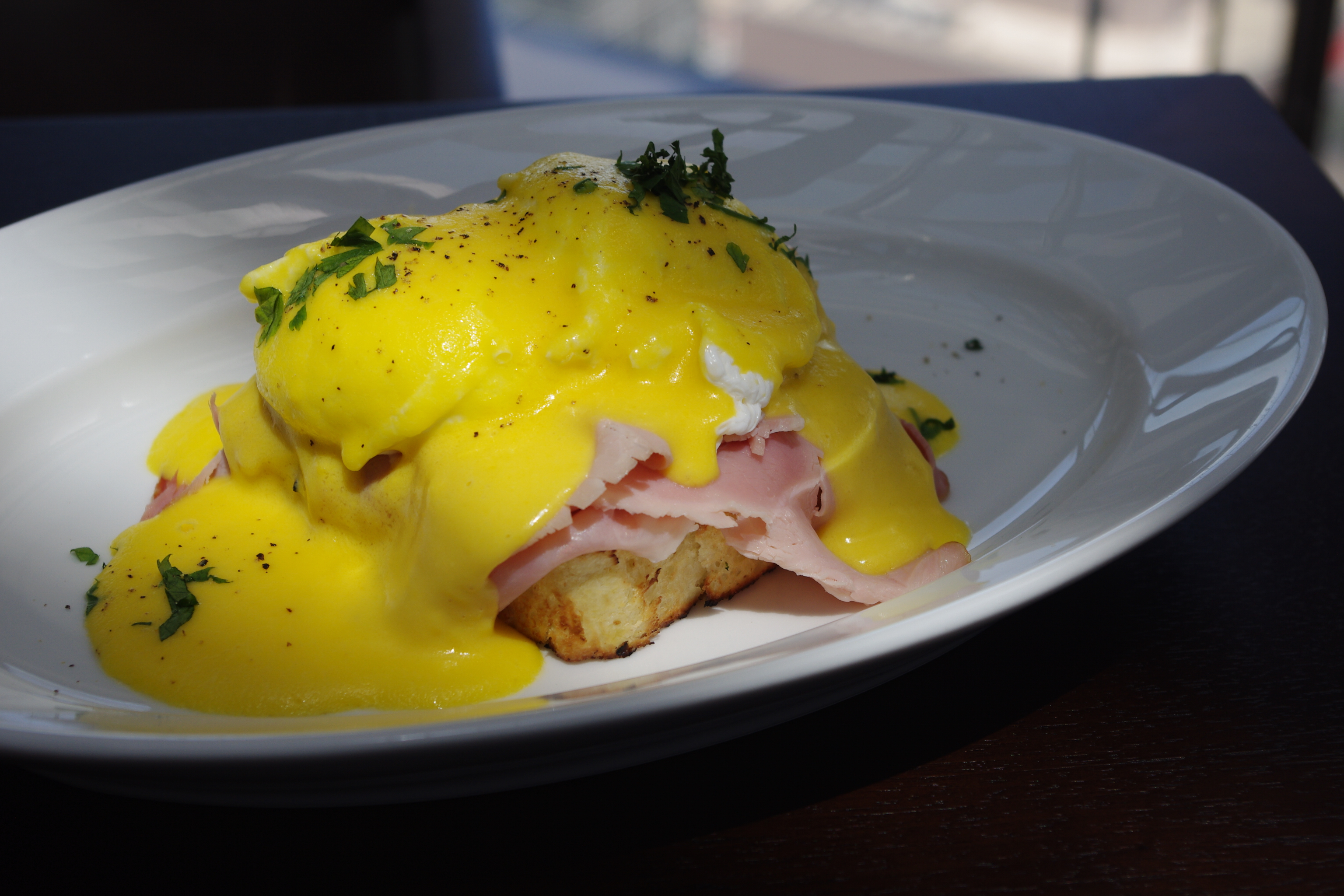
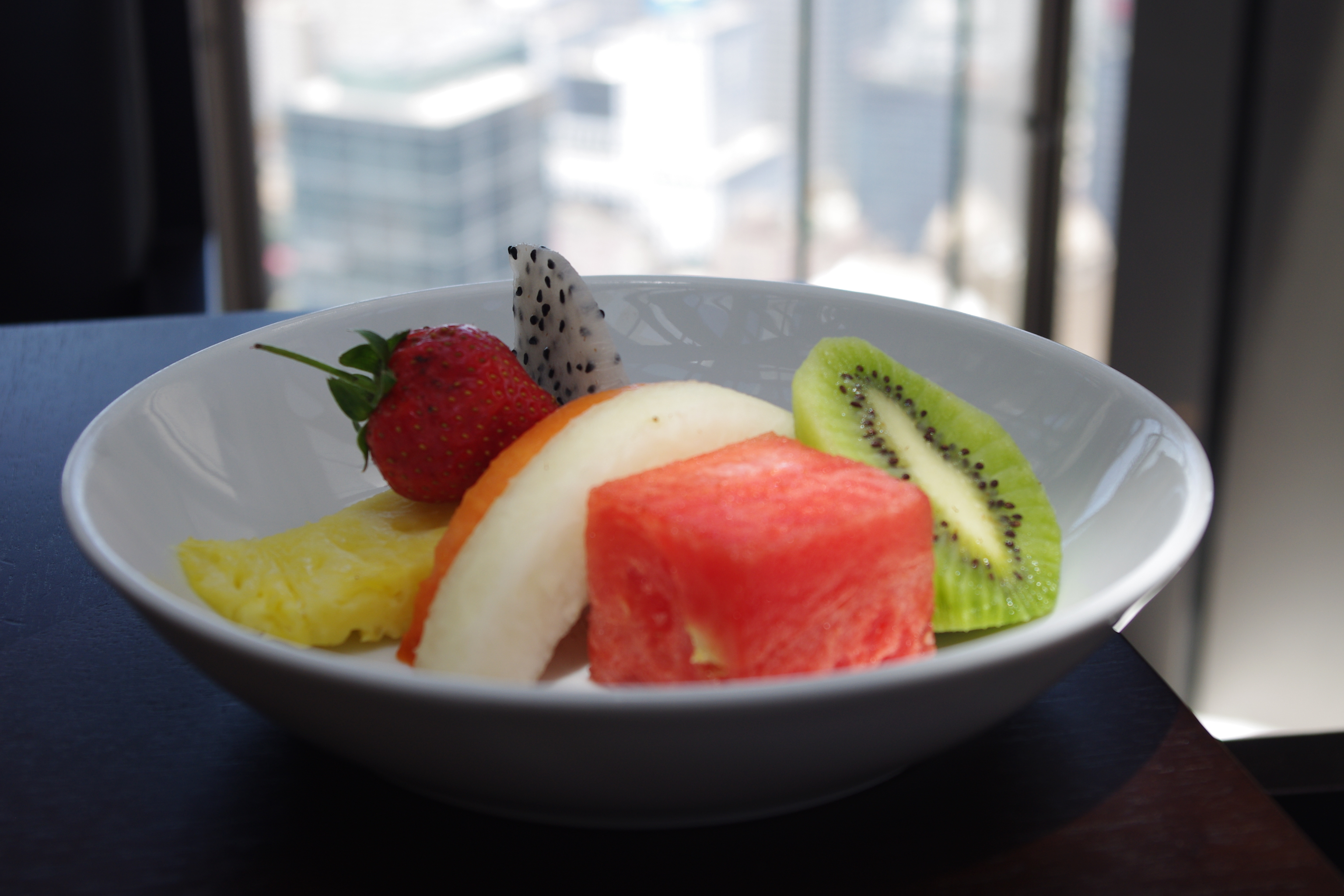
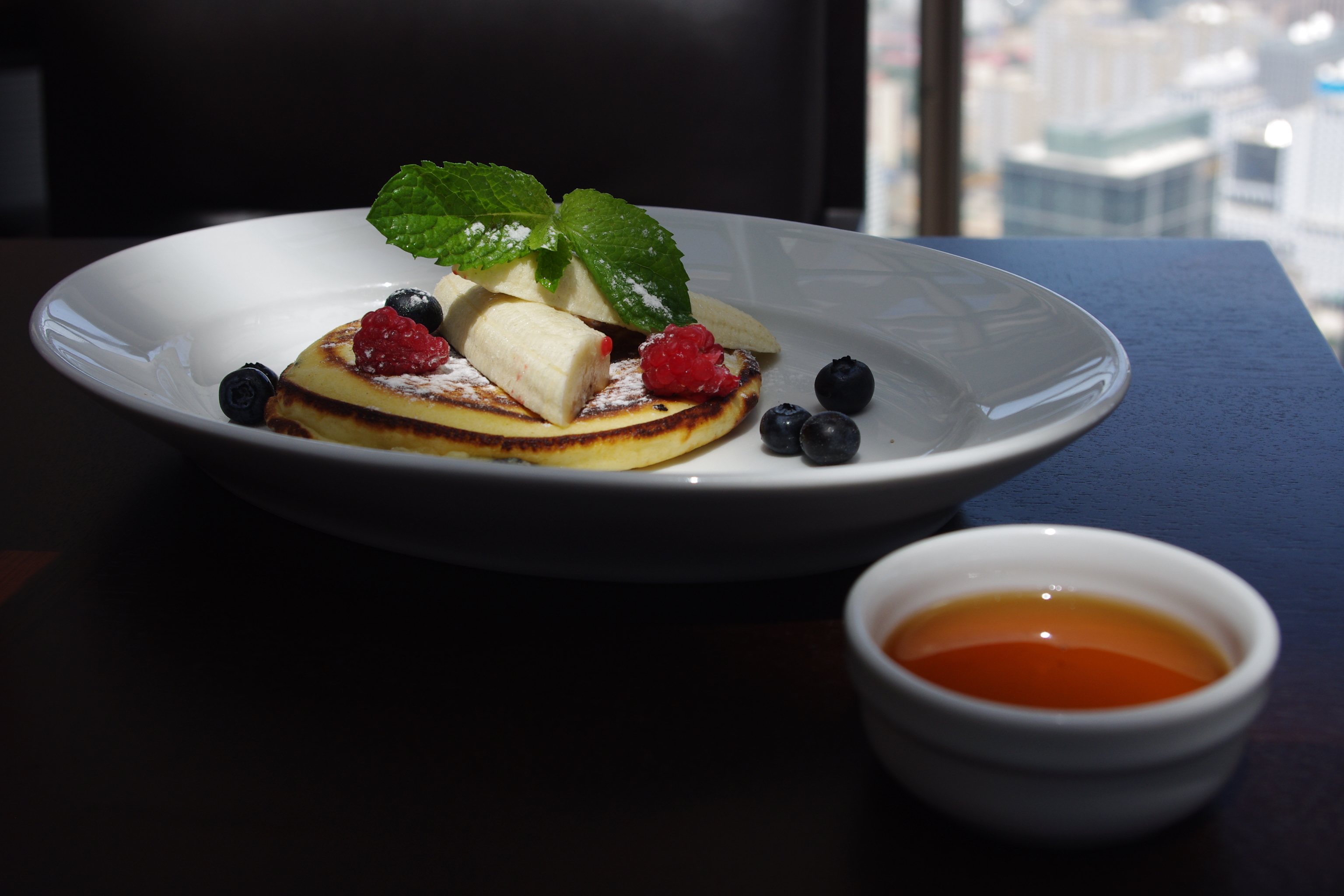
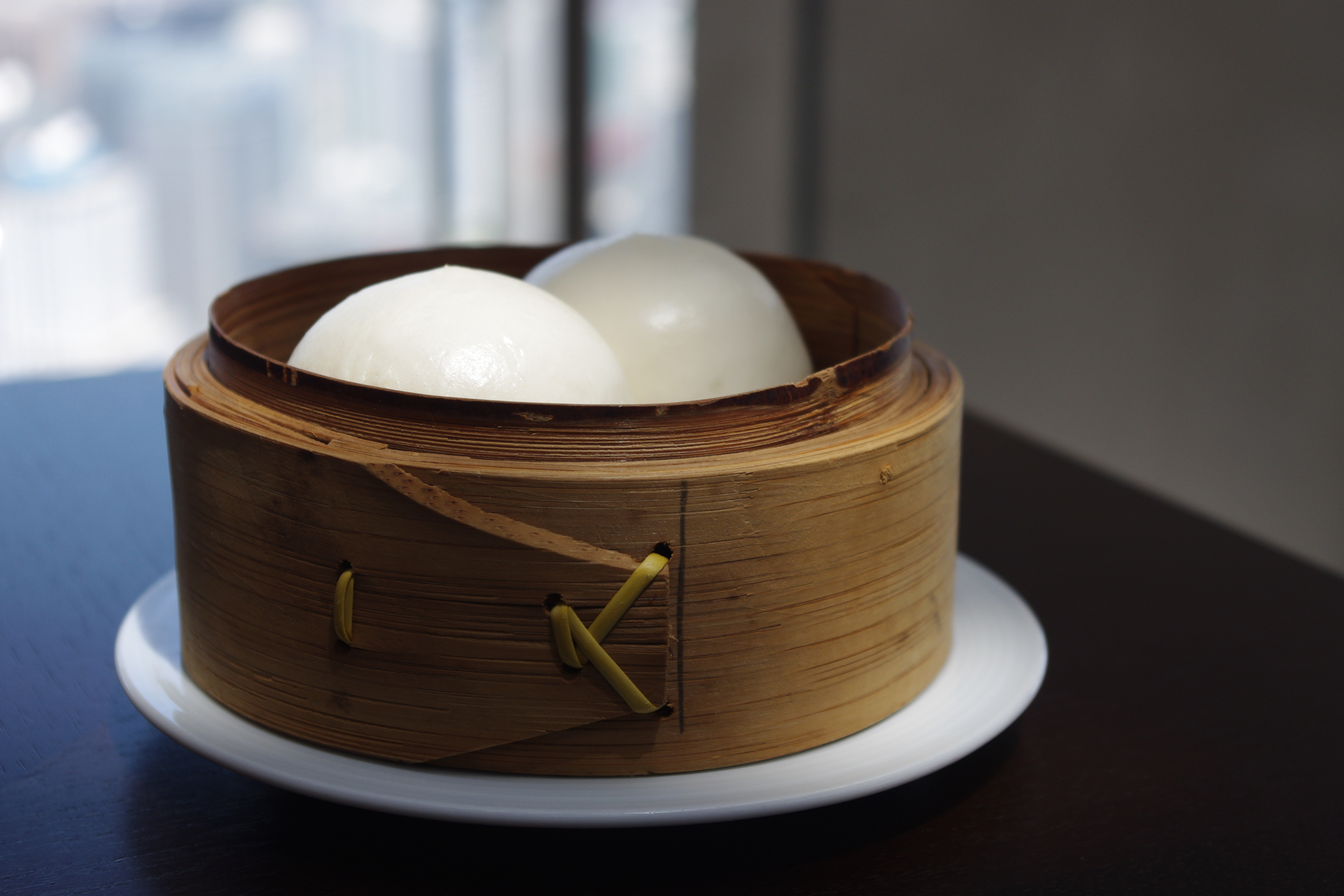
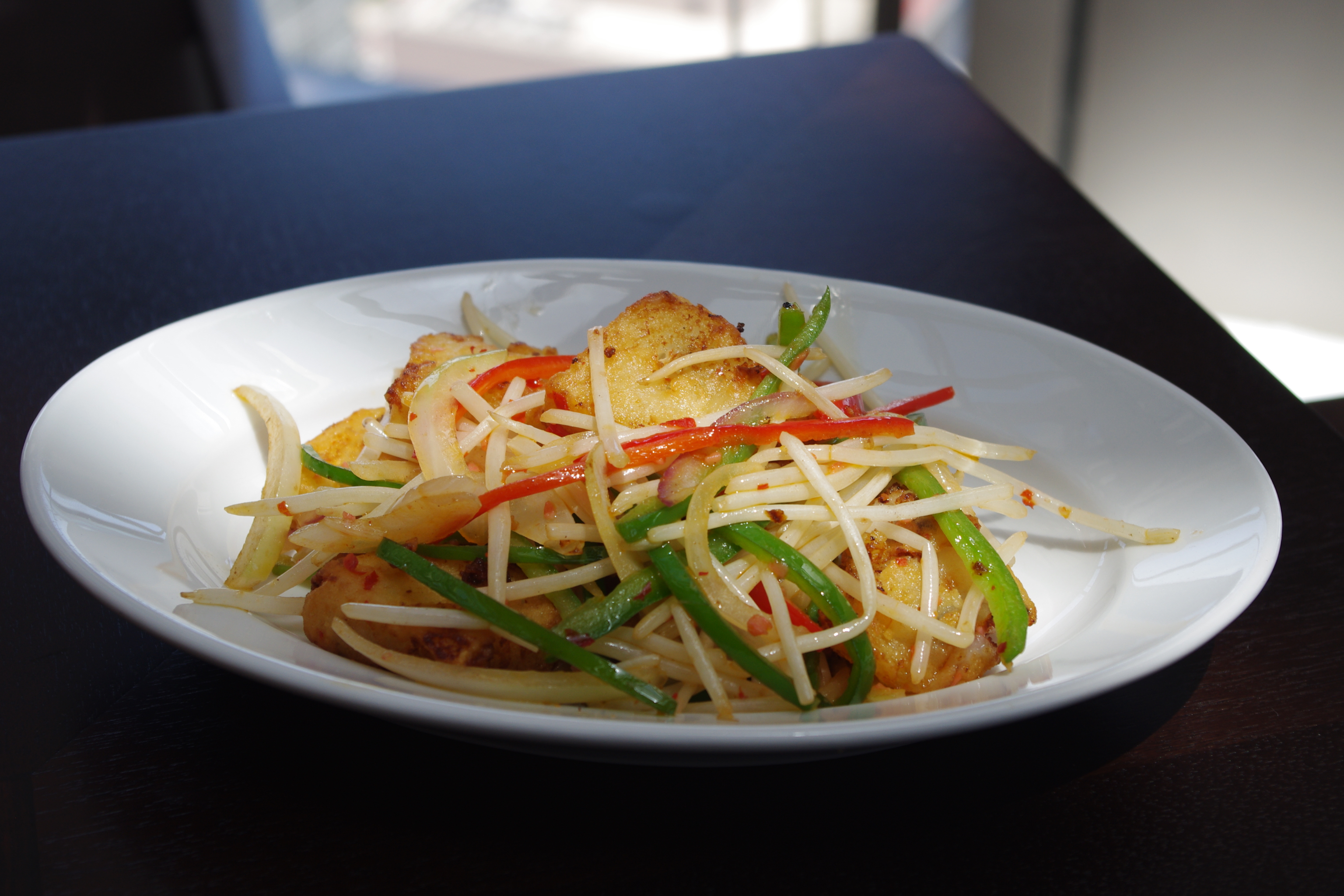
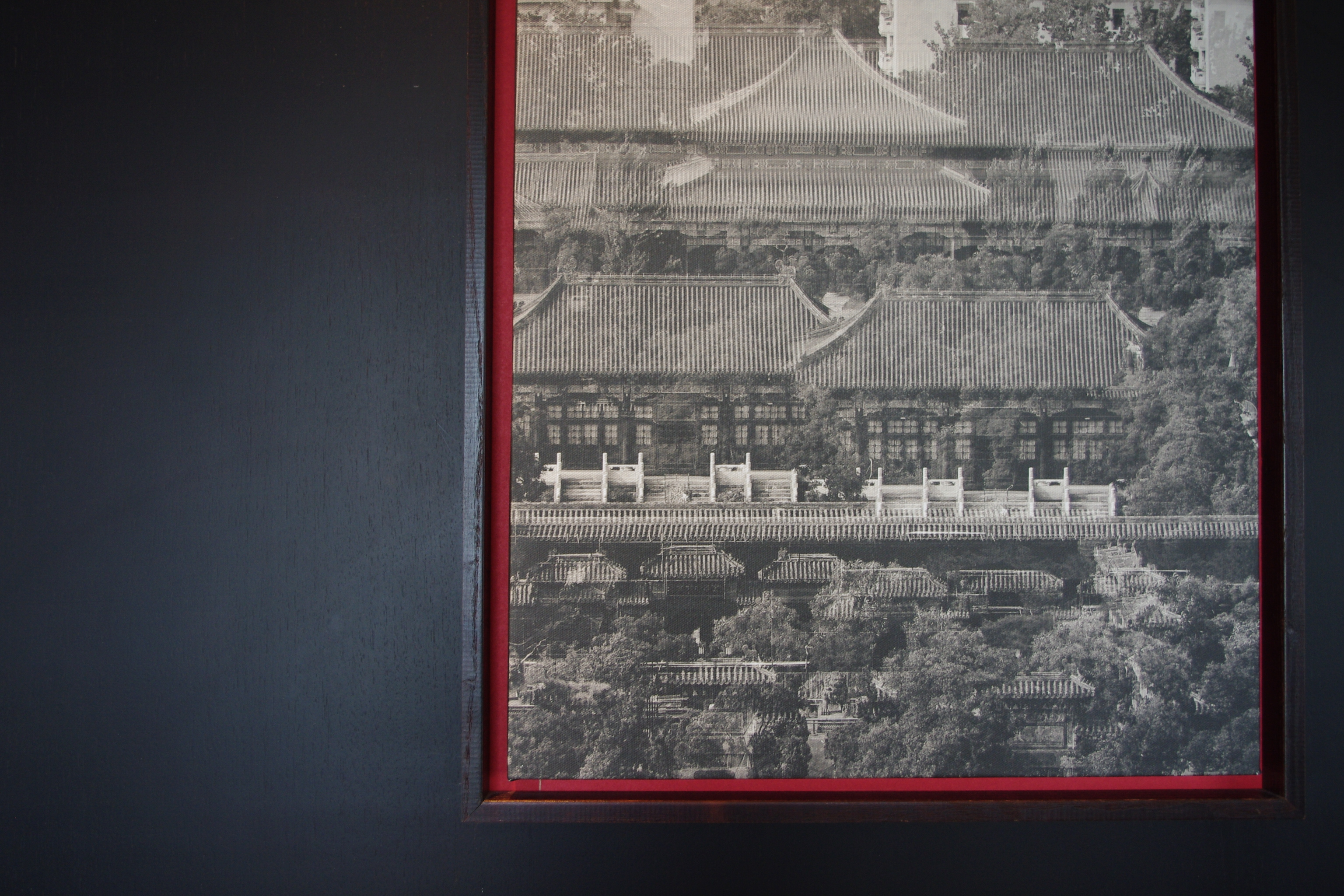
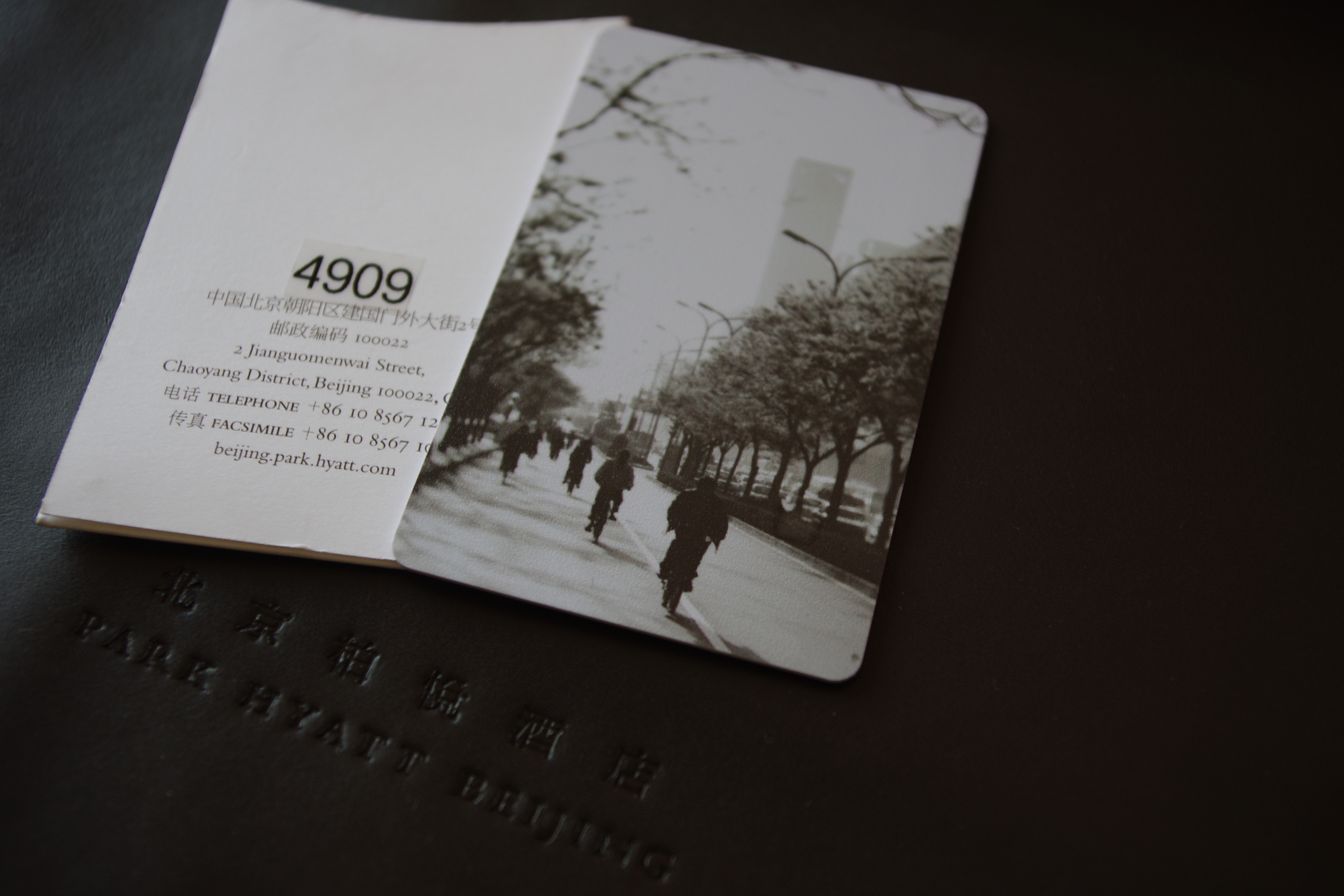
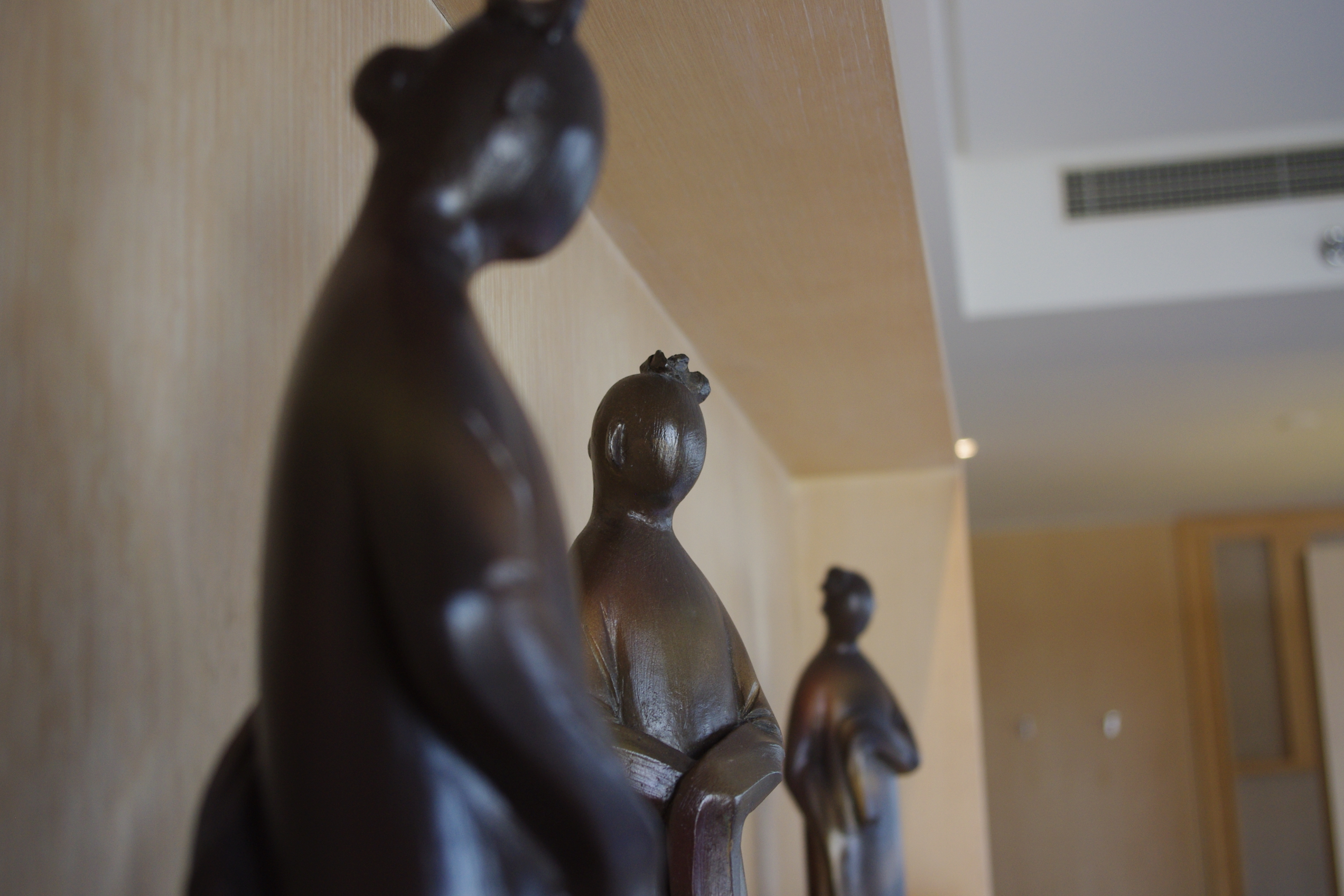

## 衛生問題
2018年11月14日，一位用户在新浪微博上发布了臥底檢查中國大陸外资酒店的視頻。视频曝光了包括北京柏悦酒店在内的多家五星级酒店的卫生问题，如服務員使用脏毛巾擦马桶、刷水杯等。翌日，北京柏悦酒店通过官方微博向大眾道歉，並承諾加强培训与监管制度。